# Nain Tracassin
Pour le personnage, voir Rumplestiltskin (personnage).
Nain Tracassin ou Rumpelstilzchen en allemand   est un conte populaire allemand qui figure parmi ceux recueillis par Jacob et Wilhelm  Grimm dans le premier volume de Contes de l'enfance et du foyer (Kinder- und Hausmärchen, 1812, no KHM 55).

## Résumé
Un pauvre paysan prétend que sa fille est capable de changer la paille en or en la filant comme de la laine. Le roi fait alors amener la fille du paysan dans son château, et elle est enfermée dans une pièce remplie de paille et où se trouve un rouet. Si elle échoue à faire de cette paille de l'or, elle mourra.
Alors que la fille du paysan se demande comment elle va s'en sortir, un nain apparaît, qui lui propose de filer la paille à sa place, à condition qu'elle lui donne quelque chose en échange. Après la première tentative, réussie, le roi désire avoir encore plus d'or.
Le nain vient alors encore à deux reprises en aide à la fille du paysan mais, la troisième fois, il lui fait promettre de donner, en échange de ses services, son fils premier-né.
La fille du paysan, devenue reine, oublie l'accord, et le nain revient la voir et lui réclame son dû. Devant le refus de la reine, le nain lui dit qu'il veut bien renoncer à son fils premier-né, mais à condition qu'elle parvienne, dans un délai de trois jours, à deviner son nom.
Les deux premiers jours, la reine propose toute une série de noms, mais aucune réponse n'est la bonne. Le troisième jour, un serviteur, qui a surpris le nain entonnant une chanson dans laquelle il dévoile son nom, rapporte ceci à la reine. Lorsqu'au soir du troisième jour le nain revient la voir, la reine propose toute une série de noms, avant de donner finalement la bonne réponse : « Tracassin » (Rumpelstilzchen en allemand).
Fou de rage, le nain se met alors à taper des pieds avec une telle force, qu'il passe à travers le plancher, et disparaît pour toujours.

## Variantes françaises

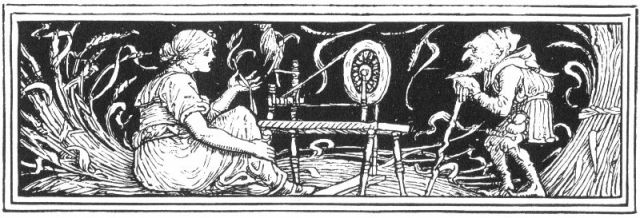
Illustration de Walter Crane pour une édition de 1886.

- Dans certaines versions, le nain est nommé par sa traduction anglaise Rumplestiltskin, ou bien par Bibamboulor, Bimbamboulor, Barbichu, Grigrigredinmenufretin, Outroupistache, Gargouilligouilla, Groumstache, Berbetarnefir, Broumpristoche, Ricouquet,  Mirlikovir, Myrmidon, Tom-Tit-Tot ou encore Vircocolire.

## Adaptations
- Tracassin (2020), livre audio de Camille Boureau, traduit d'après le conte des Frères Grimm et sous titré en allemand du texte original. Publié à l'origine sur YouTube.
- Un épisode de la série d'animation Simsala Grimm[1]
- Un épisode (le 45ème ou le 45e) de la série de Nippon Animation intitulée en français "Raconte-Moi une Histoire" sous le titre de "Tromalin" (en VF).
- Les Contes de Grimm : Le Nain Tracassin (2007), téléfilm de la série allemande Märchenperlen, adaptant pour la plupart des contes des frères Grimm.
- Dans la série Grimm saison 2, l'épisode 16 est basé sur la légende de Rumplestiltskin. Ce dernier tuant sans état d'âme en répétant toujours la même question « Quel est mon nom ? »
- Dans la série Once Upon a Time, Rumplestiltskin alias Mister Gold, alias le Ténébreux est un personnage récurrent et de premier plan.
- Dans la série Winx Club, saison 6, épisodes 23 et 25, le Nain Tracassin est un personnage du Légendarium et agit à sa volonté. Il vole la voix de Musa, avant de l'échanger contre la clé du Légendarium.
- Dans la série  Ever After High , un des professeurs , Rumpelstiltskin est tiré du conte des Frères Grimm. Quand ses élèves ont une mauvaise note, il les enferme dans une tour pour transformer la paille en or .
- Dans la série   Star Trek: Deep Space Nine , saison 1 épisode 16 où des personnages rêvés apparaissent. Rumpelstiskin prend vie lorsque l'ingénieur de la station spatiale lit un conte à sa fille.
- Le nain Tracassin est l'antagoniste principal du film Shrek 4 : Il était une fin.
- Conte repensé par l'autrice américaine Marissa Meyer dans une duologie fantasy young adult parue en 2021 (tome 1 Gilded) et 2022 (t.2 Cursed).
- Dans le chapitre 4 du jeu vidéo Paper Mario : La Porte Millénaire, un fantôme a volé l'apparence de Mario et le poursuit pour le tuer à moins que Mario ne lui dit son nom qui n'est autre que Rumpel.